# Trang bị kỹ thuật công binh
Trang bị Kỹ thuật Công binh là trang bị kỹ thuật quân sự sử dụng trong quân đội để thực hiện nhiệm vụ bảo đảm công binh và chiến đấu.

## Phân loại
Có ba loại chính:
- Vũ khí công binh;
- Xe máy công binh;
- Khí tài công binh;

## Vũ khí công binh
- Có lượng nổ;
- Mìn chống bộ binh;
- Mìn chống tăng;
- Mìn chống đổ bộ;
- Thiết bị phóng nổ chuyên dùng;
- Hỏa cụ...

## Xe máy công binh
- Gồm có xe máy trinh sát công binh;
- Xe máy bố trí vật cản;
- Xe máy làm đường;
- Xe máy vượt sông;
- Xe máy cấp nước dã chiến;
- Xe máy làm đất;
- Xe máy chế biến và gia công gỗ cơ động;
- Xe máy bảo đảm kỹ thuật chuyên dùng;
- Trạm điện công trình cơ động...

## Khí tài công binh
- Khí tài trinh sát;
- Khí tài vật cản;
- Khí tài làm đất, đá;
- Khí tài chế biến và gia công gỗ;
- Khí tài cấp nước;
- Khí tài ngụy trang và nghi trang;
- Quân cụ cầm tay;
- Thiết bị công trình...